# 나훈아
나훈아(羅勳兒, 본명: 최홍기, 본명 한자: 崔弘基, 1947년 2월 11일~)는 대한민국의 트로트 가수이고, 이른바 '가황(歌皇, 노래의 황제)'으로 일컬어진 그는, 1968년 3월에 데뷔해 2025년 1월 12일에 전격 은퇴했다.

## 생애
경상남도 부산부 초량동(지금의 대한민국 부산광역시 동구 초량동)에서 2남 2녀 중 차남으로 출생하였다. 학창 시절의 나훈아는 노래를 좋아해 맨날 고향 부산 초량동의 뒷산에서 친구들과 함께 기타를 즐겨 쳤다고 하는데, 나훈아의 지인들은 나훈아가 악기를 다루는데 능숙하고 그 중에서도 피아노 실력이 가장 수준급이라고 밝혔다. 중학교를 졸업하고 형을 따라 서울로 상경하여 서라벌예술고등학교에 입학하였다. 고교 2학년 때 오아시스레코드와 계약하여 두어해 후 1968년 〈내사랑〉을 발표하면서 공식적으로 가요계에 데뷔하였다. 자신만의 독특한 간드러진 꺾기 창법이 매력적이었던 나훈아는 1969년에 발표한 천리길, 사랑은 눈물의 씨앗, 님그리워 가 크게 히트하였으며, 1970년대에는 남진과 함께 라이벌 구도를 이루었다. 남진과 나훈아는 1970년대의 가요계를 장악하면서 서로 경쟁을 벌여 보통 남진 아니면 나훈아가 가수왕상을 수상하였다. 하지만 실제 방송사 기록을 보면 남진이 주로 1위와 동시에 가수왕상을 수상하였으며 나훈아는 주로 2위를 한 것으로 집계되었다.
나훈아는 남진과 함께 경쟁하면서 그 시기에 침체된 대중음악에 활력을 불어넣어 대중가요의 활성화를 이끌었다. 1970년대는 나훈아가 주요 히트곡을 동시에 발표하면서 남진이 발표하는 노래와 동시에 인기를 얻게 되자 그 어느 때보다도 치열한 경합이 펼쳐졌다.
나훈아는 남진과 달리 대부분 차분하고 조용한 노래를 선곡하였으며 당시 무대에서 다양한 포즈와 꺾기 창법으로 트로트를 불러서 중년층에게 많은 인기를 얻었다. 그의 인기를 알 수 있듯이 삼성전자의 회장 이건희의 연회에 참석할 것을 초청받았으나 나훈아는 자신의 공연을 보기 위하여 표를 사는 이들한테만 노래를 한다며 단호히 거절하였다. 전성기를 한창 누비고 있었던 나훈아는 1972년에 서울시민회관에서 공연하던 중 한 남자에게 병 파편으로 피습을 당해 몇 개월을 입원하였다. 이 같은 소식을 들은 나훈아의 팬들은 남진의 팬이 나훈아를 다치게 했다는 루머를 믿고 서로 패싸움을 벌이기도 했지만 양측 모두 사실을 부인하면서 루머는 일단락되었다. 이후 나훈아는 건강을 회복한 뒤 1973년 비밀리에 공군에 입대(방위)하여 큰 화제를 불러모았다. 입대 직전 배우 고은아의 사촌인 이숙희와 결혼했다가 전역을 1년 앞둔 1975년에 이혼하였다.
1976년에 나훈아는 전역한 후 얼마되지 않아 영화계에서 최고의 주가를 달리던 여배우 김지미와 결혼을 발표하며 큰 화제를 일으켰다. 그해 심수봉이 남산에 위치했었던 도쿄호텔 스카이라운지에서 피아노를 치면서 노래를 부르는 모습을 보고 실력에 감탄한 나훈아는 심수봉에게 본명인 최홍기로 쓴 자작곡 〈여자이니까〉를 주면서 가수로서의 데뷔에 힘을 실어 주었다. 그리고 1977년에 〈애정이 꽃피던 시절〉이란 곡을 발표했는데 이 곡은 1974년에 작곡가 박성규가 가수 방주연에게 청혼하며 주었던 가사없이 멜로디만 주어서 방주연이 작사하여 발표한 〈생각해보세요〉라는 곡이 원곡이었는데 방주연이 청혼을 거절하자 박성규는 방주연에게 줬던 악보를 다시 가져가서 가사를 새로 지어 3년 뒤에 1977년에 나훈아에게 주었고 이후 〈애정이 꽃피던 시절〉이라는 제목으로 발표되었다.
나훈아와 김지미는 김지미의 고향인 충청남도 대전 신탄진에서 신혼집을 마련하여 거주하게 되었다. 그로 인해 방송에 출연하지 않던 나훈아는 1981년에 〈대동강 편지〉를 발표하면서 가요계에 복귀하였으며 MBC 10대 가수상을 수상하고, 1982년에 〈울긴 왜 울어〉를 발표하며 다시금 대중들로부터 인기를 얻었다. 하지만 가요계 복귀로 인해 김지미와 사이가 나빠지며 1982년에 김지미와 이혼하였고 이듬해 가수 출신의 정수경과 결혼한 후 1남 1녀를 두었다. 1984년에 조용필 다음으로 일본에 진출하여 데이지쿠레코드와의 계약을 성공적으로 이끌었다.
나훈아는 1980년대 후반에는 방송에 잘 출연하지 않았음에도 나훈아의 공연장은 인산인해를 이루었다. 방송에서 나훈아를 볼 수 있는 기회는 명절 특집 프로그램 밖에 없었기 때문이다. 홍보와 마케팅에 집중하는 현대 가수들은 위험할 수도 있는 은둔 활동이라는 일종의 희소 가치는 그의 공연에 관객을 몰려들게 했고 그의 존재감은 전설로 상승했다. 또한 주로 서정적이면서 슬픈 로맨스틱한 본인의 자작곡들을 불렀는데 〈갈무리〉, 〈영영〉, 〈내 삶을 눈물로 채워도〉, 〈홍시〉가 대표적이다. 나훈아의 자작곡 중 1987년에 발표한 〈땡벌〉은 발표 당시 별다른 인기를 얻지 못하였고 13년이 지난 2000년에 강진이 리메이크하여 발표하였는데 역시 발표 직후 인기를 얻지 못하였으나 2006년에 조인성이 《비열한 거리》에서 이 곡을 불러 화제가 되었고, KBS 드라마 《소문난 칠공주》에서 이승기가 극 중에서 어머니를 위로하는 곡으로 〈땡벌〉 을 부르는 장면이 등장하며 인지도가 상승하게 되었고 2007년 9월 21일에 방송된 KBS 《뮤직뱅크》에서 강진이 1위를 차지하며 〈땡벌〉은 발표된 지 20년 후에야 범국민적인 인기를 받았다.
나훈아는 호소력 짙은 목소리와 시대를 달리하는 끊임없는 히트곡 양산과 더불어 작곡과 작사 능력으로 싱어송라이터로 자리매김했으며 1990년대 초반 '한국 가요계의 살아 있는 전설'로 불리게 되었던 것이다. 데뷔 이후 현재까지 약 2500여곡을 취입하고 정규 앨범 19장을 포함한 200여개의 앨범을 발표했으며 나훈아가 직접 작사하거나 작곡한 노래는 약 1200여곡 이상으로 추정하고 있다. 2007년 3월에 세종문화회관에서 예정된 콘서트가 갑작스럽게 취소되며 2006년 순회 콘서트가 나훈아의 마지막 활동이 되었고 이후 나훈아는 가요계에서 잠정 은퇴하였다. 그러나 2017년에 〈남자의 인생〉을 발표하며 11년만에 가요계에 복귀하였다가 2020년 코로나19 여파로 온택트 시대를 맞아 《대한민국 어게인 나훈아》 콘서트를 KBS 2TV에서 방송하였다.

## 이전 배우자
- 1번째 이전 배우자는 이숙희(영화배우 고은아(본명 이경희)의 사촌 동생.)이고, 2번째 이전 배우자는 영화배우 출신의 김지미(본명 김명자)이며, 3번째 이전 배우자는 1976년 〈여군 일등병〉으로 데뷔한 가수 출신의 정수경(본명 정해인)이다.

1. 이숙희
2. 김명자
3. 정해인

## 학력
- 부산초량국교(지금의 초량초등학교) 졸업
- 부산 대동중학교 졸업
- 서라벌예술고등학교(지금의 서라벌고등학교) 음악학과 2학년 중퇴

## 음반 목록
| 연도   | 제목                                   |
| ------ | -------------------------------------- |
| 1968년 | 《내사랑》                             |
| 1969년 | 《천리길》《사랑은 눈물의 씨앗》       |
| 1969년 | 《님 그리워》                          |
| 1970년 | 《정훈희/ 나훈아 (omnibus)》           |
| 1972년 | 《나훈아 제 7집》                      |
| 1972년 | 《감나무골》                           |
| 1977년 | 《님 찾아 가는 길/ 두 손을 잡아요》    |
| 1981년 | 《`81 나훈아 제 1집》                  |
| 1984년 | 《청춘고백》                           |
| 1989년 | 《22주년 기념신곡》                    |
| 1990년 | 《나훈아 25주년 기념 신곡》            |
| 1992년 | 《92 Newalbum》                        |
| 1993년 | 《2000곡 취입 기념 신곡 앨범》         |
| 1995년 | 《30th ANNIVERSARY '1995' NEW ALBUM》  |
| 1999년 | 《人生》                               |
| 2001년 | 《아담과 이브처럼》(With 배종옥)       |
| 2003년 | 《Feeling Album : 空》                 |
| 2005년 | 《벗; 40th Anniversary Special Album》 |
| 2005년 | 《New Free Stlye》                     |
| 2006년 | 《덤; 40th Anniversary New Album》     |
| 2017년 | 《남자의 인생; Dream Again》           |
| 2019년 | 《벗2》                                |
| 2020년 | 《아홉 이야기》                        |
| 2022년 | 《일곱 빛 향기》                       |

## 출연작
| 연도   | 제목                       |
| ------ | -------------------------- |
| 1971년 | 《풋사랑》                 |
| 1971년 | 《인생 유학생》            |
| 1972년 | 《고향을 묻지마라》        |
| 1972년 | 《미움이 변하여》          |
| 1972년 | 《친구》                   |
| 1973년 | 《나 혼자 못간다》         |
| 1973년 | 《어머님 생전에》          |
| 1973년 | 《우정》                   |
| 1973년 | 《어머니의 영광》          |
| 1973년 | 《동반자》                 |
| 1983년 | 《마음은 외로운 사냥꾼》   |
| 1983년 | 《3일낮 3일밤》            |
| 2020년 | 《대한민국 어게인 나훈아》 |

## 방송 게스트
| 연도   | 제목               |
| ------ | ------------------ |
| 1997년 | KBS 《가족오락관》 |

## 일화
- 1976년 7월 9일에 나훈아는 당시 최고의 주가를 달리고 있던 여배우 김지미와 재혼하여 사회적 이슈를 낳았다. 하지만 나훈아가 가요계에 복귀하면서 사이가 나빠져 1982년 1월 5일에 이혼하였고 그 당시 나훈아는 이 한 마디를 남기면서 자신의 전 재산을 위자료로 김지미에게 넘겼다는 일화가 있다.

| “ | 남자는 돈 없어도 살 수 있지만, 여자는 돈 없으면 살 수 없을 것이다. | ” |

- 나훈아는 다른 가수들이 자주 초대를 받는 고위급 인사들의 연회에 단 1번도 참석을 수락한 적이 없다고 한다. 이는 보통 가수들이 그런 연회에서 3곡 정도를 부르고 나서 3000만원 가량의 돈을 받는다는 것인데, 나훈아는 실제로 삼성전자의 이건희 회장에게 한 마디로 딱 잘라서 거절했다고 한다.

| “ | 나는 대중 예술가다. 따라서 내 공연을 보기 위해 표를 산 사람 앞에서만 공연을 한다. 내 공연을 보고 싶으면 당장 표를 끊어라. | ” |

이 일화는 김용철 변호사의 《삼성을 생각한다》에도 등장하는데 김용철은 이 일화 덕분에 자신이 가장 좋아하는 가수가 나훈아라고 한다.
- 2006년 2월 20일에 노래반주기 생산업체 TJ미디어가 자사 반주기를 통해 집계한 자료에 따르면 나훈아는 '노래방 수록곡 순위'에서 1위에 올랐다.
- 1위 : 나훈아 (153)
- 2위 : 쿨 (110)
- 3위 : 조용필 (98)
- 4위 : 이미자 (84)
- 5위 : 이승환 (82)
- 6위 : 보아 (72)
- 7위 : 김건모 (71)
- 8위 : 김경호 (67)
- 9위 : 임창정 (66)
- 10위 : 조성모 (66)
- 11위 : 이승철 신승훈 (62)

## 수상 목록
- 2020년 제1회 트롯어워즈 트롯 100년 가왕상

### 가요 프로그램 1위
| 연도            | 수상 내역 (2회)                                                                                  |
| --------------- | ------------------------------------------------------------------------------------------------ |
| 1982년 (총 2회) | - 대동강 편지 (총 2회) - 6월 23일 KBS 《가요톱텐》 1위 - 7월 7일 KBS 《가요톱텐》 1위 (2주 연속) |

## 사건

### 피습 사건
1972년 7월 4일에 나훈아는 서울시민회관에서 리사이틀 공연을 하고 있는 중에 남진의 사주를 받았다는 한 남자가 무대에 뛰어올라 깨진 사이다 병 파편으로 나훈아를 피습하였다. 갑작스런 습격으로 나훈아는 왼쪽 얼굴에 5 cm 가량의 큰 부상을 입었고 72바늘을 꿰매는 대수술을 받아야 했다. 언론 매체들은 용의자가 당시 라이벌이었던 남진의 사주를 받았을 것이라고 몰고 가는 바람에 남진의 팬과 나훈아의 팬들이 크게 대립해 긴장감이 조성되었었다. 이후 나훈아 측과 남진 측이 사실이 아니라고 주장하여 사건은 일단락되었다.

### 루머와 이혼 소송
2008년 1월에 모 스포츠 기자가 블로그에 '중견 가수가 젊은 여배우와 스캔들이 나서 야쿠자에게 중요 부위를 훼손당하는 보복을 당했다'는 글을 올렸고 이것이 부풀려져 나훈아 쪽으로 몰아갔다. 결국 나훈아가 직접 기자회견을 열고 사실무근이라고 해명했으며 이 사건 이후로 현재까지 잠적한 상태이다. 당시 기자회견 때 "제가 5분간 보여드리면 믿겠습니까?"라는 말과 함께 벨트를 풀고 바지를 벗으려는 행동을 보여 엄청난 화제가 되었다. 이 기자회견 이후 잠정 은퇴하였고 그 와중에도 팬들을 위해 공연을 준비하려고 했으나, 기자들을 피해 다니다가 결국 모든 일정을 취소하고 칩거하는 중이다. 칩거 와중에도 나훈아는 가수로 복직하려고 여러 시도하였으나 이것 때문에 부부 사이가 나빠져 결국 2011년 8월에 아내 정수경이 이혼 및 재산분할 청구 소송을 제기하면서 가수로의 복귀는 아직도 불분명해졌다.

### 이혼 소송
2011년 8월 아내 정수경이 이혼 및 재산분할 소송을 제기했으나 2013년 9월에 대법원에서 기각되었으며, 그 이후로 가평의 자택에서 칩거를 하다가 결국 2016년 10월 31일에 법원에서는 이혼하라고 판결했고 이어 12억을 위자료 배상하라고 하여 5년 동안 진행한 이혼소송에서 패소했다.

### 뇌경색 투병 루머
2013년 5월 23일에 이데일리에서 나훈아는 경기도 성남에 위치한 요양병원에 머물고 있다고 보도하였다. 나훈아는 한동안 말을 어눌하게 하는 등 뇌경색 증상을 보였지만 양·한방 치료를 받으며 의사표시를 할 수 있을 정도로 상당히 쾌유했다며 당시 밝혀졌다. 다만 2020년 열린 대한민국 어게인 나훈아 콘서트에서 나훈아는 이에 대해 언급하며 "제가 똑바로 걸어 다니는 게 미안해 죽겠다"며 반박했던 바 있다.

## 기타
- 나훈아는 남진과 라이벌이었다. 남진은 정치인의 아들로 금수저 중 금수저였다고 한다.

- 나훈아의 유명 모창 가수로는 너훈아(본명 김갑순, 김철민(본명 김철순)의 형)와 나운하(본명 박승창)가 있다.

- 나훈아를 롤모델이라고 밝힌 후배 트로트 가수들은 임영웅, 이찬원, 남승민, 정동원, 박서진 등이 있다.